# Lista de jogos eletrônicos de Takara Tomy
Esta é a lista de jogos publicada ou produzida pela empresa fabricante de brinquedos e jogos eletrônicos Takara Tomy Group.

## Nintendo DS
- Zoids Dash
- Naruto RPG 3: Reijuu vs Konoha Shoutai
- Yuu Yuu Hakusho: Ankoku Bujutsukai Hen
- Zoids Battle Colosseum
- Naruto: Ninja Destiny
- Bakegyamon: Ayakashi Fighting
- Karasawa Shunichi no Zettai ni Ukeru!! Zatsugakuen
- EQ Trainer DS: Dekiru Otona no Communication Jutsu
- Katekyoo Hitman Reborn!
- Katekyoo Hitman Reborn! Flame Rumble Mukuro Kyoushuu
- Naruto: Ninja Council
- Katekyoo Hitman Reborn!! Flame Rumble Kaien Ring Soudatsuen!
- Sugar Bunnies
- Lovely Lisa Major Dream: Major Wii Nagero! Gyroball
- Dekiru Otoko no Mote Life: Hiru no Mote Kouza Hen
- Dekiru Otoko no Mote Life: Yoru no Mote Jissen Hen
- Naruto Shippuden: Dairansen! Kage Bunsen Emaki
- Katekyoo Hitman Reborn! Bongole Shiki Taisen Battle Sugoroku
- Naruto Shippuden: Ninja Destiny 2
- Yattaman: Bikkuridokkiri Daisakusen da Koron
- Katekyoo Hitman Reborn! Fate of Heat
- Yokojiku de Manabu Sekai no Rekishi: Yoko-Gaku
- Naruto Shippuuden: Saikyou Ninja Daikesshuu - Gekitou! Naruto vs. Sasuke
- Katekyoo Hitman Reborn! Flame Rumble Hyper - Moeyo Mirai
- Major: Dream Baseball
- Tetsudou Musume
- Yattaman 2
- Tomyka Hero: Rescue Force
- Moshimo!? Kinen Surunara...
- Moshimo!? Saibanin ni Eribaretara...
- Katekyoo Hitman Reborn! DS: Mafia Daishuugou Bongole Festival
- Edogawa Ranpo no Kaijin Nijuu Mensou
- Lovely Lisa
- Itsumono Shokuzai de Dekichau Suteki na Sweets to Gochisou
- Jinsei Game Q: Shouwa no Dekigoto
- Jinsei Game Q: Heisei no Dekigoto
- Naruto Shippuden: Shinobi Retsuden 3
- Katekyoo Hitman Reborn! DS Flame Rumble X - Mirai Chou-Bakuhatsu!!
- Moyashimon
- Rika-Chan Motto! Onna no Ko Lesson: Oshare Oshigoto Otetsudai Daisuki!
- Jinsei Game 2

## Nintendo Wii
- Naruto Shippūden: Gekitō Ninja Taisen! EX
- Naruto Shippūden: Gekitō Ninja Taisen! EX 2
- Naruto Shippūden: Gekitō Ninja Taisen! EX 3
- Naruto Shippūden: Gekitō Ninja Taisen! Special
- Naruto: Clash of Ninja Revolution
- Naruto: Clash of Ninja Revolution 2
- Naruto Shippuden: Clash of Ninja Revolution 3
- Jinsei Game
- Major Dream: Major Nagero! Gyroball
- Penny Racers Party: Turbo Q Speedway
- Transformers: Convoy no Nazo
- Jinsei Game EX
- Party Fun Pirate
- Yatterman: Bikkuridokkiri Machine de Mou Race da Koron Major: Perfect Closer
- Rika-Chan Oshare House
- Tomika Drive: Shutsudou Kinkyuu Sharyou Hen
- Naruto Shippuden Dragon Blade Chronicles
- Toshinden

## PlayStation 2
- Kateikyoushi Hitman Reborn!!
- EX Jinsei Game II
- I's Pure

## PlayStation 4
- Naruto Shippuden: Ultimate Ninja Storm 4

## PlayStation Portable
- PANGYA: Fantasy Golf

## Xbox 360
- Zoids Assault

## Xbox One
- Naruto Shippuden: Ultimate Ninja Storm 4

## PC
- Naruto Shippuden: Ultimate Ninja Storm 4